# Réseau de drainage (géomorphologie)

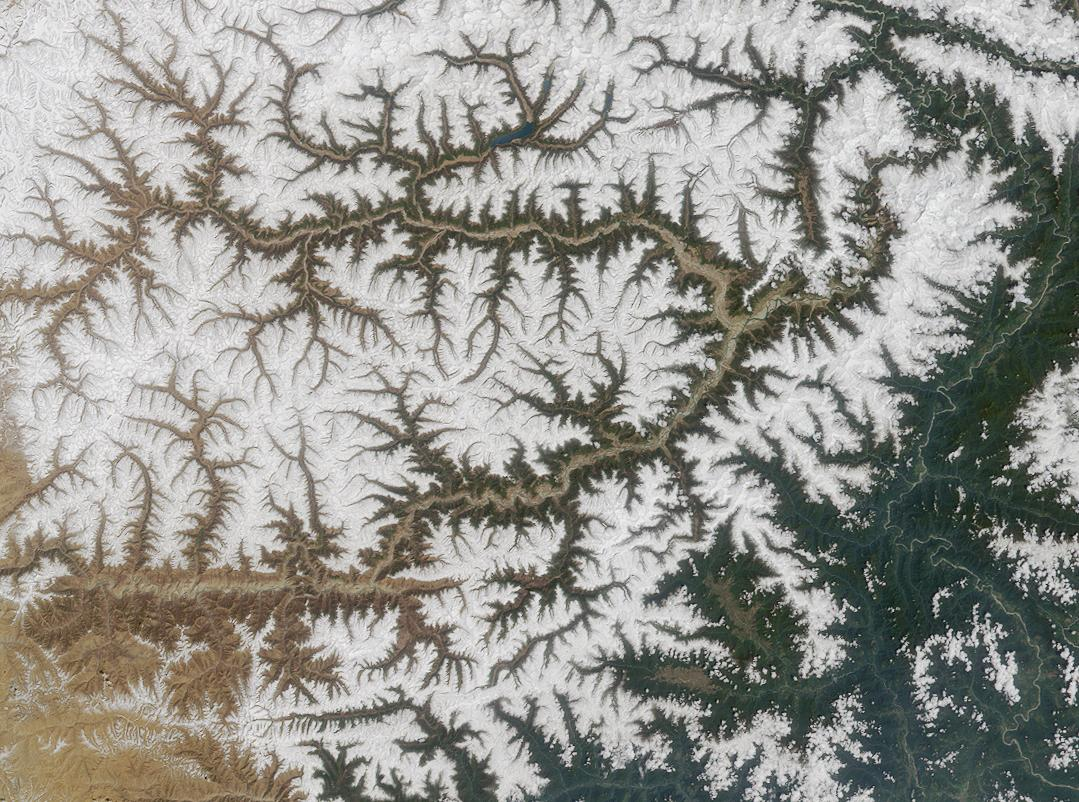
Drainage dendritique: Brahmapoutre, au Tibet, vu de l'espace: la couverture de neige a fondu dans le système de la vallée.

En géomorphologie, les réseaux de drainage, appelés aussi réseaux hydrographiques (en anglais drainage systems, aussi connu sous le nom river systems), sont les réseaux formés par l'ensemble des cours d’eau (ruisseaux, rivières, éventuellement fleuve), des lacs et de leurs connexions d'un bassin hydrographique (bassin versant) donné. Ils sont régis par la topographie du sol, qu’une région donnée soit dominée par des roches dures ou tendres, et l’inclinaison du terrain. Les géomorphologues et les hydrologues considèrent souvent les cours d’eau comme faisant partie des bassins versants. Un bassin versant est la région topographique à partir de laquelle un cours d'eau reçoit les eaux de ruissellement, les affluents, les écoulements traversants (throughflow) et les écoulements souterrains. Le nombre, la taille et la forme des bassins versants trouvés dans une zone varient et plus la carte topographique est grande, plus on dispose d'informations sur le bassin versant.
Le mot « drainage » est un emprunt à l'anglais, du XIXe siècle (anglicisme). Le terme en français avait d'abord une connotation agricole.

## Configurations de drainage
Selon la configuration des canaux, les systèmes de drainage peuvent appartenir à plusieurs catégories, connues sous le terme de réseau (drainage pattern). Les modèles de réseau de drainage dépendent de la topographie et de la géologie de la terre.

### Réseau de drainage accordant
Un système de drainage est qualifié d'accordant (accordant drainage patterns) si son schéma correspond à la structure et au relief du paysage sur lequel il s'écoule.

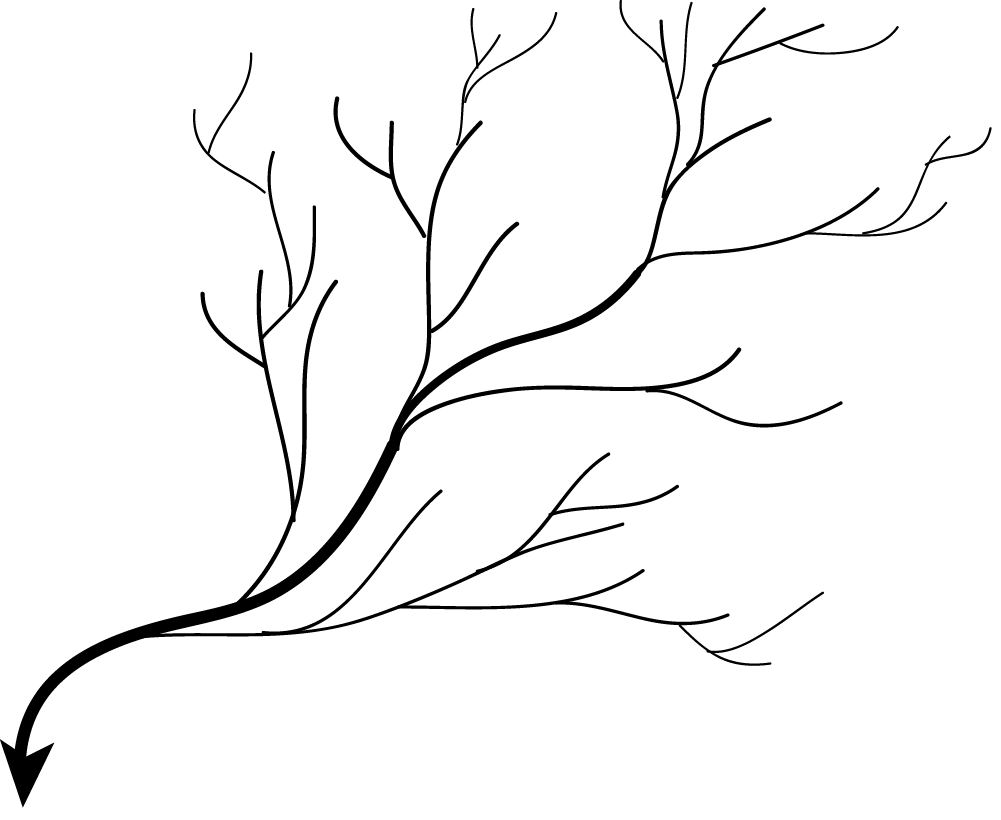
Réseau hydrographique dendritique

#### Réseau de drainage dendritique
Les systèmes de drainage dendritiques (dendritic drainage pattern, du Grec δενδρίτης, dendrites, « 
ramification d'un arbre ») sont la forme la plus courante de système de drainage. Dans un système dendritique, il existe de nombreux ruisseaux contributifs (analogues aux rameaux d'un arbre), qui sont ensuite réunis dans les affluents du fleuve principal (les branches et le tronc de l'arbre, respectivement). Ils se développent là où le chenal de la rivière suit la pente du terrain. Les systèmes dendritiques se forment dans des vallées en forme de V ; en conséquence, les types de roche doivent être imperméables et non poreux.

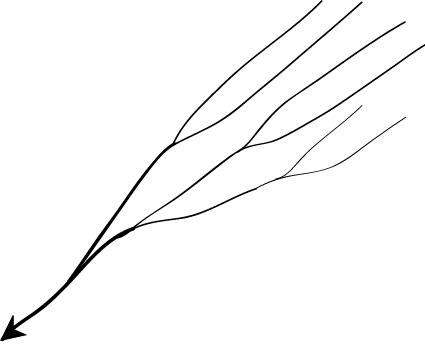
Réseau de drainage parallèle

#### Réseau de drainage parallèle
Un système de drainage parallèle (parallel drainage pattern) est une configuration de rivières provoquée par des pentes abruptes avec un certain relief. À cause des pentes abruptes, les ruisseaux sont rapides et droits, avec très peu d’affluents et coulent tous dans la même direction. Ce système se forme sur des surfaces en pente uniforme, par exemple les rivières coulant vers le sud-est depuis les montagnes Aberdare au Kenya.
Des schémas de drainage parallèles se forment là où il existe une pente prononcée vers la surface. Un motif parallèle se développe également dans les régions aux reliefs parallèles et allongés tels que des groupes de roche affleurantes. Les cours d'eau tributaires ont tendance à s'étendre de manière parallèle, suivant la pente de la surface. Un motif parallèle indique parfois la présence d'une faille majeure qui traverse une zone de substrat rocheux fortement plié. Toutes les formes de transition peuvent se produire entre les réseaux parallèles, dendritiques et en treillis.

#### Réseau de drainage en treillis
La géométrie d'un système de drainage en treillis (trellis drainage pattern) est similaire à celle d'un treillage de jardin commun utilisé pour la culture de la vigne. Au fur et à mesure que la rivière coule le long d'une vallée, de plus petits affluents s'y alimentent à partir des pentes abruptes sur les flancs des montagnes. Ces affluents pénètrent dans la rivière principale à un angle d'environ 90 degrés, ce qui donne au système de drainage un aspect de treillis. Le drainage en treillis est caractéristique des montagnes plissées, telles que les Appalaches en Amérique du Nord et dans la partie nord de Trinidad. 

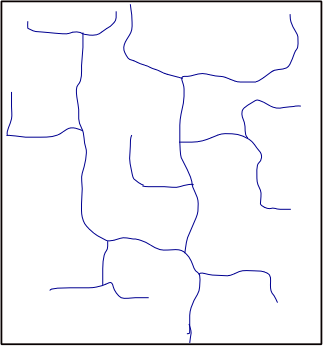
Réseau hydrographique rectangulaire

#### Réseau de drainage en forme rectangulaire
Un drainage rectangulaire (rectangular drainage pattern) se développe sur des roches ayant une résistance à l’érosion à peu près uniforme, mais qui se rejoignent dans deux directions approximativement perpendiculaires ou à 90 degrés. Les joints sont généralement moins résistants à l'érosion que les roches en vrac, de sorte que l'érosion tend à ouvrir préférentiellement les joints et que des courants se forment le long des joints. Le résultat est un système de flux dans lequel les flux sont principalement constitués de segments de ligne droite avec des coudes à angle droit et des affluents joignant des flux plus importants à angle droit.

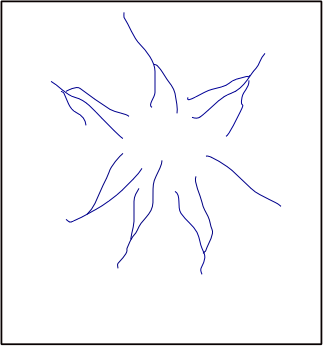
Réseau hydrographique radial

#### Réseau de drainage radial
Dans un système de drainage radial (radial drainage pattern), les flux irradient vers l'extérieur à partir d'un point haut central. Les volcans présentent généralement un excellent drainage radial. On les trouve parfois aussi au sommet des montagnes. Les dômes et les laccolithes sont d’autres caractéristiques géologiques sur lesquelles se développe couramment le drainage radial. Sur ces caractéristiques, le drainage peut présenter une combinaison de motifs radiaux. Le schéma radical se développe lorsque les cours d'eau s'écoulent dans des directions différentes par rapport à une structure centrale en forme de dôme ou de pic. En Inde, la chaîne Amarkantak offre le meilleur exemple de schéma de drainage radial.

#### Réseau de drainage centripète
Le système de drainage centripète (centripetal drainage pattern) est similaire au système de drainage radial, à la seule exception que le drainage radial s'écoule au-dehors par rapport au drainage centripète qui s'écoule au-dedans

#### Réseau de drainage désordonné
Un système de drainage désordonné (deranged drainage), est un système de drainage dans des bassins versants où il n'y a pas de motif cohérent pour les rivières et les lacs. Cela se produit dans des zones où il y a eu beaucoup de perturbations géologiques. L'exemple classique est le Bouclier canadien. Au cours de la dernière période glaciaire, la terre arable a été enlevée, laissant essentiellement des roches nues. La fonte des glaciers a laissé au sol de nombreuses irrégularités d’élévation et beaucoup d’eau à accumuler dans les points bas, ce qui explique le grand nombre de lacs que l’on trouve au Canada. Les bassins versants sont jeunes et continuent à se trier. Finalement, le système se stabilisera.

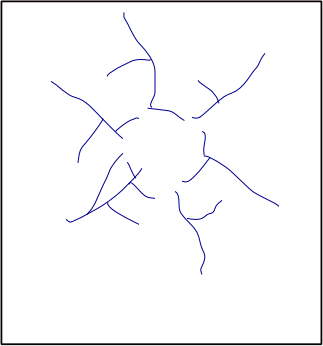
Schéma de drainage annulaire

#### Réseau de drainage annulaire
Dans une configuration de drainage annulaire (annular drainage pattern), les courants suivent une trajectoire approximativement circulaire ou concentrique le long d'une ceinture de roche faible, ressemblant en plan à une configuration en anneau. Les ruisseaux qui drainent un dôme structural ou un bassin à l’état maturé et disséqué, où l’érosion a exposé des couches sédimentaires de dureté très variable, comme dans la Red Valley, entourent presque la structure domale des Black Hills du Dakota du Sud.

#### Réseau de drainage angulaire
Des schémas de drainage angulaires (angular drainage pattern) se forment là où les joints du socle rocheux et les failles se croisent selon des angles plus aigus que les schémas de drainage rectangulaires. Les angles sont plus et moins de 90 degrés.

### Réseau de drainage discordants
Un schéma de drainage est qualifié de discordant (Discordant drainage patterns) s'il n'est pas corrélé à la topographie et à la géologie de la région. Les schémas de drainage discordants sont classés en deux types principaux: antécédents (antecedent) et superposés (superimposed), tandis que les modèles de drainage antéposition (anteposition) combinent les deux. Dans le drainage antécédent, la capacité d'incision verticale d'une rivière correspond à celle d'un soulèvement de la terre en raison de forces tectoniques. Le drainage superposé se développe différemment : au début, un système de drainage se développait sur une surface composée de roches « plus jeunes », mais en raison d'activités de dénudation, cette surface de roches plus jeunes est enlevée et la rivière continue de couler sur une surface apparemment nouvelle, mais en fait constituée des roches de l'ancienne formation géologique.